# Горск, Дон
Дон Горск (англ. Don Gorske, 1953)  — американский рекордсмен, известный как «самый большой поклонник Биг Мака», съевший за свою жизнь (по состоянию на март 2024 года) более 34 128 гамбургеров из американской сети ресторанов быстрого питания McDonald's, что принесло ему место в Книге рекордов Гиннесса. Житель города Фон-дю-Лак, штат Висконсин, Горске утверждает, что Биг Мак составляет 90–95% от общего объема потребляемой им твердой пищи. Он снялся в документальных фильмах Super Size Me (2004) и Don Gorske: Mac Daddy (2005), а также является автором 22 477 Биг Маков (2008).

## Диета
Горске утверждает, что после того, как у него появилась первая машина, первым местом, куда он пошёл, был McDonald's на Military Road в его родном городе Фон-дю-Лак 17 мая 1972 года.  Он купил и съел три Биг-Мака в обеденное время. Он возвращался еще два раза, чтобы съесть девять Биг-Маков в тот же день, когда обнаружил бургер. Он также утверждает, что съел 265 Биг-Маков в следующем месяце, в среднем 8,5 Биг-Маков в день. Если это правда, то это равняется более 4600 калориям и 247 граммам жира в день, что составляет 143 100 калорий и 16,9 фунтов (7,7 кг) жира за один месяц. Он также утверждает, что почти ничего не пьет, кроме Coca-Cola, и, по данным Super Size Me, он редко ест картофель фри. Сначала Дон хранил все коробки с Биг-Маками, которые он съедал, в заднем багажнике своей машины. Кроме того, у него во дворе стоит статуя Рональда Макдональда. В 1984 году Горске съел один сэндвич Burger King Whopper и больше никогда его не ел. Горске попробовал Whopper после того, как его друг поспорил с ним на 5 долларов, а затем потратил выигрыш на Биг-Маки.
В 2003 году Горск съел 741 Биг Мак, в среднем 2,03 Биг Мака в день. Рост Горск 6 футов 2 дюйма (1,88 м), вес 185 фунтов (84 кг), а уровень холестерина, по его словам, составляет 140. Согласно опубликованной McDonald's информации о питании, ежедневное потребление двух Биг Маков составляет 1080 калорий по сравнению с рекомендацией Министерства сельского хозяйства США в 2200 калорий в день. Горск потребляет в основном калорийную пищу, но он поддерживает стабильный вес, потребляя меньше калорий в день, чем среднестатистический американец. Он говорит, что его вкусовые рецепторы всегда имели разную чувствительность, поэтому он часто ест Биг Мак, не чувствуя его вкуса.
В 2008 году Горске прокомментировал, что его обсессивно-компульсивное расстройство подпитывает его любовь к Биг Макам, отметив, что он также записывает, когда и где он ест свои Биг Маки, в блокнот, который он всегда носит с собой, и что он хранит все чеки от бургеров в полной коробке.
17 мая 2011 года Горске съел свой 25-тысячный Биг-Мак в своем любимом ресторане McDonald's в Фон-дю-Лаке. В свои дни рождения он ставит свечи в Биг-Мак, как в торт, а когда наступает время Рождества, он балует себя еще большим количеством Биг-Маков, в то время как его семья ест более традиционную рождественскую еду. Он утверждает, что с тех пор, как он съел свой первый Биг-Мак, было всего восемь дней, когда он не ел ни одного Биг-Мака. Одним из таких дней был день, когда умерла его мать, и он не ел Биг-Мак, чтобы выполнить ее просьбу.  Другие дни включали « снежный день », когда McDonald's не смог открыться из-за снега, День благодарения, дни, когда он путешествовал и не мог найти McDonald's, и различные дни, когда Горск приходилось оставаться на работе после полуночи. С тех пор Горск начал хранить «чрезвычайный запас» Биг-Маков в своем морозильнике на случай непредвиденных обстоятельств и снежных дней.
Горске съел свой 30-тысячный Биг-Мак 4 мая 2018 года. 17 мая 2022 года Горске отпраздновал 50-летие поедания Биг-Маков почти каждый день с мая 1972 года.
К марту 2024 года Горске превзошел показатель по съедению 34 000 Биг-Маков.
Горск утверждает, что пропускает завтрак, и единственная другая еда, которую он ест, это небольшая вечерняя закуска, такая как мороженое, фруктовый батончик или картофельные чипсы. Горске также не заказывает никаких гарниров к своим Биг Макам и совершает полдюжины пеших прогулок в день.  Его любимой едой, помимо Биг Маков, раньше был лобстер, но в 2024 году Горске сказал, что последний раз он ел его «более 28 лет назад».

## Личная жизнь и здоровье
Горске родился в Грин-Бей, штат Висконсин . Горске познакомился со своей женой Мэри в сентябре 1973 года и сделал ей предложение на парковке Макдоналдса три года спустя. Горске съел Биг-Мак перед началом их свадебной церемонии. У пары родился сын Гидеон.
Горске проработал исправительным офицером в исправительном учреждении Уопун 25 лет и вышел на пенсию в мае 2011 года. Незадолго до выхода на пенсию, во время его первого визита к врачу с 1985 года, его уровень холестерина составил 156 мг/дл, что ниже среднего значения в 208 мг/дл.

## Выступления
Он появился в документальном фильме Super Size Me . В дополнительных материалах к фильму на DVD показано, что он работает исправительным офицером. Он также появляется в эпизодической роли в мультфильме в фильме.
В 2006 году Горск появился в качестве участника игрового шоу « У меня есть секрет» . Знаменитый участник Билли Бин предположил, что любимой едой Горске является Биг Мак.
25 мая 2009 года Горске принял участие в шоу Рэйчел Рэй .
Чтобы отпраздновать поедание своего 25-тысячного Биг Мака, он появился на шоу Кайла и Джеки О 20 мая 2011 года и на шоу Lopez Tonight 23 мая 2011 года.
В начале эпизода 2020 года сериала Netflix «История 101» Горск будет посвящен фастфуду.